# Harry Houdini
Harry Houdini (rojen kot Erich Weisz), madžarsko-ameriški iluzionist, * 24. marec 1874, Budimpešta, Madžarska (tedaj tudi Avstro-Ogrska), † 31. oktober 1926, Detroit, Michigan, ZDA.
Družina malega Harryja se je kmalu preselila v Združene države Amerike, kjer se je moral Harry kot najstnik po smrti svojega očeta začeti sam preživljati. Začel se je ukvarjati s čarovniškimi triki in po nekaj letih postal najbolj znan umetnik v tej umetnosti. Zaslovel je s svojimi iluzijami, pri katerih je izginil in se pojavil na popolnoma drugem kraju.
Trdil je, da lahko vzdrži udarce v trebuh. Eden izmed  učencev medicine, ki je spremljal njegovo zadnjo predstavo v Detroitu je hotel preizkusiti to trditev. Houdini je privolil in J. Gordon Whitehead mu je, še preden je Houdini lahko napel trebušne mišiče, zadal  več močnih udarcev v trebuh. Teorije pravijo, da so ravno tej udarci prispevali k razlitju slepiča, ki je pri Houdiniju povzročil sepso ter posledično smrt. Zato sicer ni nobenih dokazov in zdravniki še, danes niso prepričani, da lahko zunanji udarec povzroči razlitje slepiča.
Dan njegove smrti (tj. 31. oktober 1926) je postal praznik vseh ameriških iluzionistov. Danes je njegovo ime sinonim za zahtevne in presenetljive iluzije.
1. 1 2  data.bnf.fr: platforma za odprte podatke — 2011.
2. 1 2  Encyclopædia Britannica
3. ↑  LIBRIS — Kraljevska knjižnica Švedske, 2007.